# 浅井一平
浅井 一平（あさい いっぺい、1929年1月4日 - 2016年10月1日）は、日本の経営者。三菱東京製薬（現在の田辺三菱製薬）代表取締役社長を務めた。大阪府出身。

## 来歴・人物
1953年に東京大学法学部を卒業し、同年に三菱化成工業に入社した。1981年4月に取締役に就任し、1984年4月に常務を経て、1989年6月から1994年2月までに日本錬水社長を務めた。1994年6月に東京田辺製薬→三菱東京製薬社長に就任。2000年6月に三菱東京製薬取締役相談役に就任。
2016年10月1日食道がんのために死去。87歳没。